# Gedererwand
Die Gedererwand ist ein 1398 m ü. NHN hoher Gipfel in der Kampenwandgruppe.

## Topographie
Die Kampenwand mit ihrem felsigen Kamm hat neben dem grasigen Sulten einen weiteren nördlichen Nachbarn, die ebenfalls felsige Gederwand. Diese bildet einen ost-westwärtig ausgebildeten Grat, der insbesondere nach Norden markant abfällt.
Eine kürzere Verlängerung bildet dieser in der niedrigeren Mösererwand.
Besonders markant in der Flanke ist das Geotop Zwölferturm, ein etwas überstehender Felsturm, der von der Gederwand durch einen tiefen Riss getrennt ist.
Der Gipfel der Gedererwand lässt sich über den Kamm vom Sattel Roßboden als Bergwanderung erreichen.

## Galerie

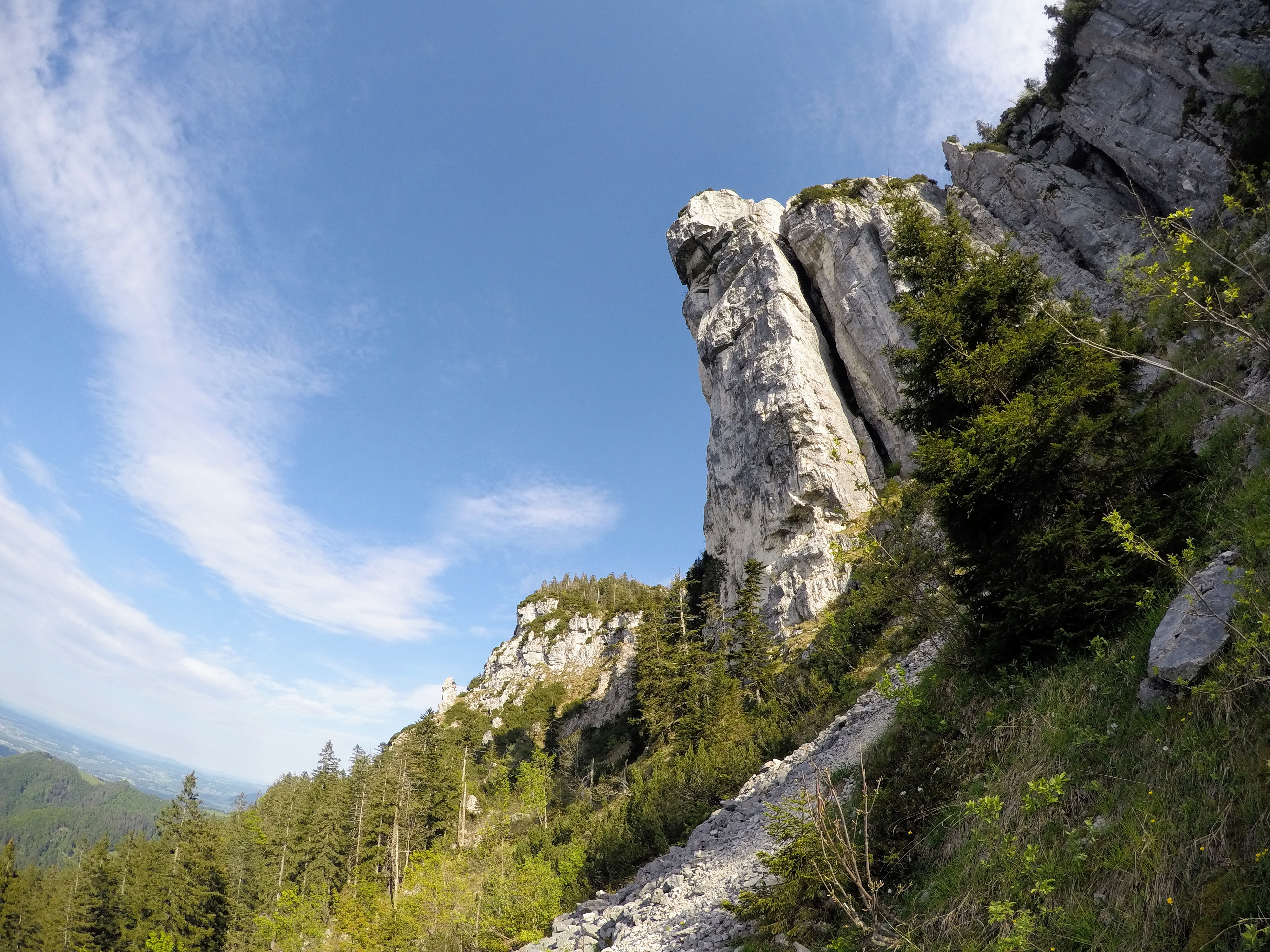
Zwölferturm an der Gedererwand
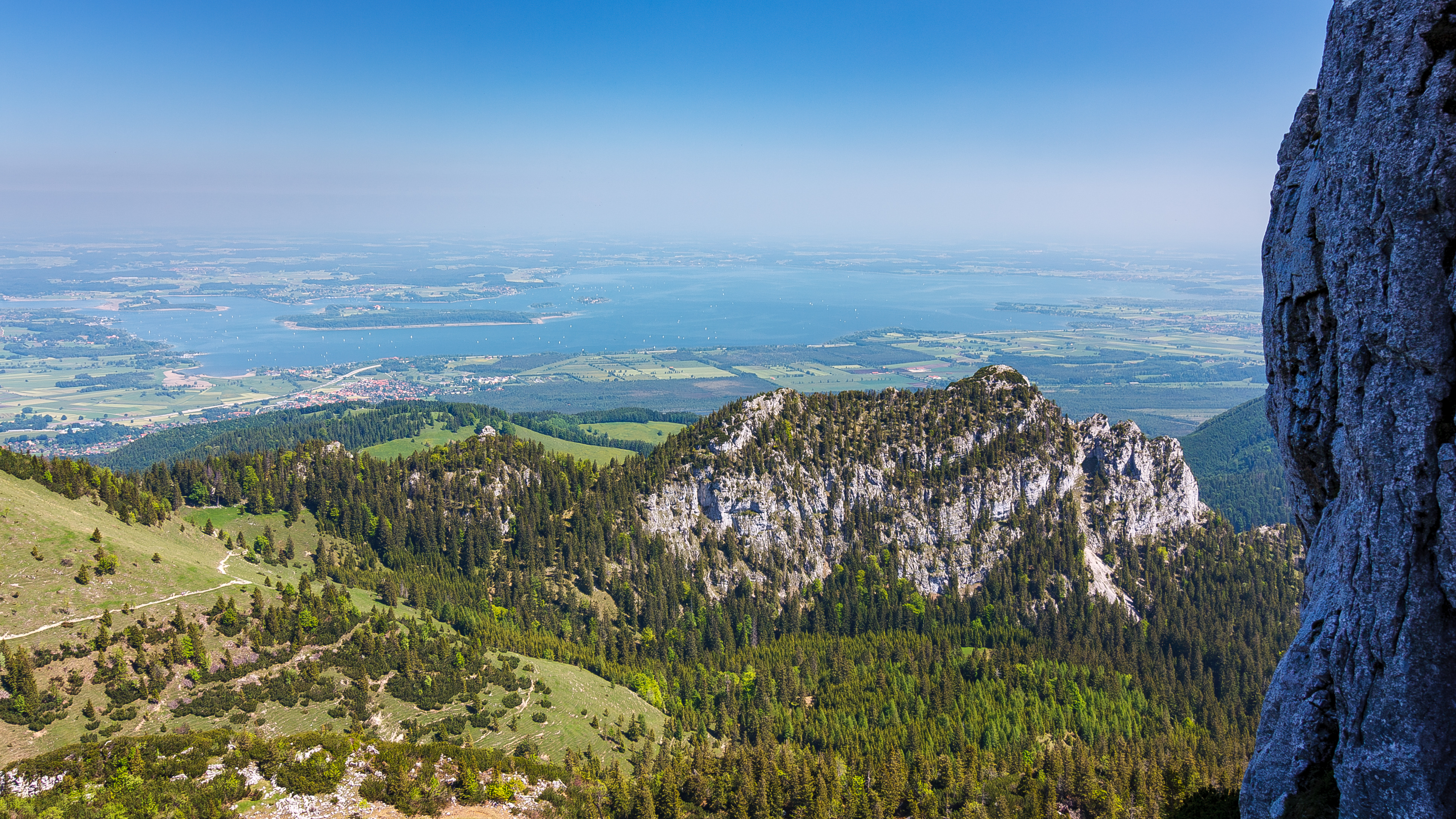
Gederwand von Süden